# یوداپادیپلا
یوداپادیپلا (به لاتین: Udapadiyapelella) یک منطقهٔ مسکونی در سری‌لانکا است که در استان مرکزی (سری‌لانکا) واقع شده‌است.